# 米哈伊洛夫斯科耶區

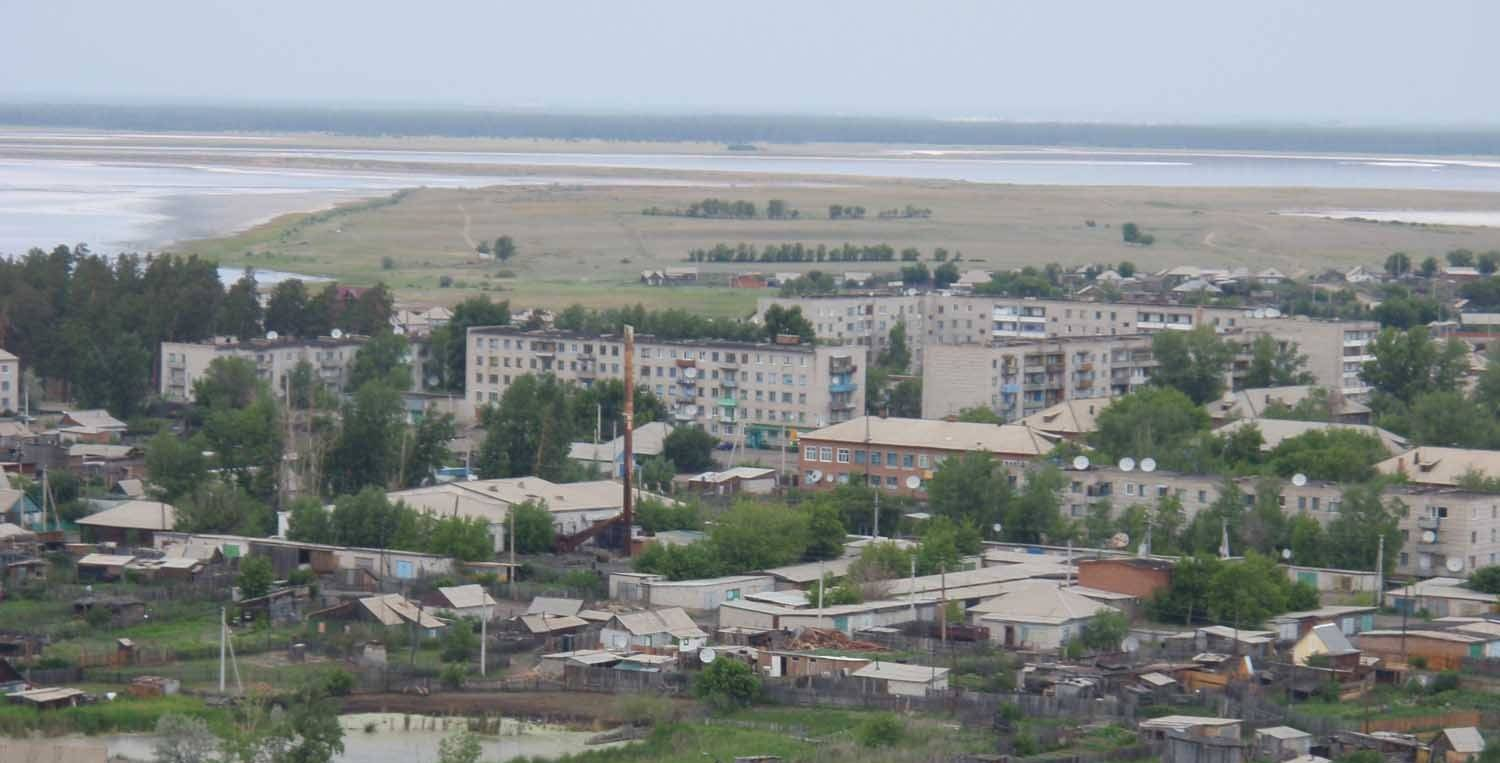

51°49′26″N 79°43′02″E / 51.82389°N 79.71722°E
米哈伊洛夫斯科耶區（俄语：Михайловский район），是俄羅斯的一個區，位於該國南部，由阿爾泰邊疆區負責管轄，面積3,100平方公里，2010年人口21,211，人口密度每平方公里6.84人。